# Otto Mitterer
Otto Mitterer (* 22. Oktober 1911 in Wien; † 7. Jänner (Januar) 1994 in Kitzbühel) war ein österreichischer Politiker (ÖVP) und Kaufmann. Er war von 1952 bis 1953 sowie von 1956 bis 1975 Abgeordneter zum Nationalrat, von 1954 bis 1956 Mitglied des Bundesrates und von 1968 bis 1970 Bundesminister für Handel, Gewerbe und Industrie.
Er besuchte nach der Volksschule ein Gymnasium und absolvierte danach eine Handelsakademie. In der Folge übernahm er die Firma seines Vaters, eine Uhrengroßhandlung. Ihm wurde der Berufstitel Kommerzialrat verliehen.
Mitterer war Obmann der Sektion Handel der Kammer der gewerblichen Wirtschaft für Wien und Obmannstellvertreter des Österreichischen Wirtschaftsbund der Landesgruppe Wien. Zudem fungierte er als Obmann des wirtschaftspolitischen Ausschusses der Bundeskammer und war von 1970 bis 1975 Präsident der Kammer der gewerblichen Wirtschaft für Wien. Er vertrat die ÖVP zwischen dem 1. April 1952 und dem 18. März 1953 im Nationalrat und war danach vom 5. Februar 1954 bis zum 8. Juni 1956 Mitglied des Bundesrates. Danach wechselte er wieder in den Nationalrat, dem er vom 8. Juni 1956 bis zum 4. November 1975 angehörte. Zudem war Mitterer zwischen dem 19. Jänner 1968 und dem 21. April 1970 Bundesminister für Handel, Gewerbe und Industrie in der Bundesregierung Klaus II.